# Stef Sanjati
Stephanie Luciana Peloza, más conocida por su nombre artístico Stef Sanjati, es una streamer canadiense de videojuegos y ex videobloguera y personalidad de YouTube.

## Biografía
De ascendencia croata y escocesa, Sanjati es conocida por sus vídeos educativos sobre transexualidad dirigidos principalmente a otras personas transgénero, al igual que para quienes deseen informarse sobre temas relacionados con la transexualidad. Su canal de YouTube también trata temas como la salud mental, las relaciones románticas y la moda. Sanjati también es conocida por sus tutoriales de maquillaje, dirigidos especialmente a ayudar a otras mujeres trans. Sanjati utiliza a menudo YouNow para hacer streams de sí misma maquillándose. El canal de YouTube de Sanjati tiene más de 594.000 suscriptores, a los que se conoce colectivamente como el "Escuadrón del Pan", debido a la afición de Sanjati por el pan.
Sanjati tiene un aspecto facial característico, con un mechón de pelo blanco y ojos muy azules que parecen más separados que los de la mayoría de la gente. Esto se debe a una enfermedad genética conocida como síndrome de Waardenburg, sobre la que ha publicado un videoblog en su canal. El síndrome de Waardenburg también ha causado que Sanjati sea sorda del oído izquierdo. En una entrevista de la BBC de 2018, Sanjati relata su experiencia de bullying y hostigamiento durante su infancia, tanto por ser femenina como por tener sus rasgos faciales poco comunes. Afirma que utilizó Internet y las redes sociales como herramienta para encontrar su "verdadero yo" y expresar sus emociones en un entorno más seguro.
En diciembre de 2016, Sanjati se sometió a una cirugía de feminización facial. No permitió que su cirujano alterara ninguno de sus rasgos del síndrome de Waardenburg.
En abril de 2020, Sanjati retiró su canal de YouTube. El 25 de enero de 2021, Sanjati publicó un vídeo en su canal de YouTube anunciando que cambiaría el tema de su contenido. Dijo que se retiraba de la moda y la belleza, pero que ahora se dedicaría a los juegos y la tecnología en Twitch y en un nuevo canal de juegos.